# かながわ旬菜ナビ
『かながわ旬菜ナビ』（かながわしゅんさいナビ）は、2008年4月6日からテレビ神奈川（tvk）で放送されているJAグループ神奈川の単独提供による農業広報番組である。略称は「旬ナビ」。

## 概要
旬菜キャッチャーが神奈川県内の農産物、農業活動などの話題をキャッチし、視聴者に伝えてゆく。開局から2008年3月まで放送されていた『緑への歩み』の後番組にあたるが、農業そのものより、農産物や問題になっている日本の食料自給率の低さ（「みんなのよい食プロジェクト」）、地産地消などにスポットを当てている。

## 放送時間
- 本放送：毎週日曜 9:00 - 9:30
- 再放送：毎週月曜 10:00 - 10:30

※マラソン大会などのスポーツ中継がある場合は、放送時間繰り上げとなる場合がある。

## 出演者
- 中村隆昭（りゅうしょう）[1]（2023年4月2日 -）- 7代目旬菜キャッチャー
- 坂井美萌々（みもも）[2]（2024年4月2日 -）- 8代目旬菜キャッチャー
- ちゃーはん天野（あまの）[3]（2023年4月2日 -）- 初代旬菜イーター
- 佐野たかし  - 旬菜ナビゲーター、ナレーション

### 過去の出演者
初代旬菜キャッチャー
- 植村智子（2008年4月6日 - 2012年3月25日）

2代目旬菜キャッチャー
- 山崎彩（2012年4月8日 - 2015年3月29日）

3代目旬菜キャッチャー
- 戸室穂美（ほなみ）（2015年4月5日 - 2016年3月27日）

4代目旬菜キャッチャー
- 伊藤綾香（2016年4月3日 - 2020年3月29日）

5代目旬菜キャッチャー
- 濱村春香（2020年4月5日 - 2022年3月27日）

6代目旬菜キャッチャー
- 松下▽（ぎゃくさんかっけい）（2022年4月3日 - 2023年3月26日）
- 大野幸（さち）（2022年4月3日[4] - 2024年3月31日[5]）

## スタッフ
- サブ技術：日放
- ロケ技術：+O2
- 音声：ウェイブワン
- テロップ・CG：兒玉あかね
- フリップ：船越由佳子
- ディレクター：早川美穂子、田邊恵美香、すぎもとたつや
- プロデューサー：坂本紅子
- 制作著作：テレビ神奈川

### 過去のスタッフ
- プロデューサー：大谷英典

## 提供
- JAグループ神奈川
  - 前番組では「農協」名義としてスポンサードしていた。これは1992年4月にCI導入でJAとなってからも有力農協の三浦市農協がJAブランド使用を拒んでいたためだったが、本番組からは「JA三浦市」ではなく「三浦市農協」という名称[6]を使っていても「JAグループ神奈川」の中の一つとして構成されている[7]ため、上記の名義でスポンサードを行っている。

## その他
- 放送開始1周年記念として、秦野のJA直売所「じばさんず」にて、植村プロデュースの「旬ナビむすび」が1週間限定で発売された。
- 2023年3月20日から同月31日まで、tvk開局50周年記念イベントの一環として、期間限定で在京民放キー局5社が共同運営しているTVerでの配信を行った[8][9]。なお、本番組は日本テレビが運営している無料動画配信サービス「日テレ無料TADA!」に提供しており、TVerでは更にその供給を受ける形で配信されている。この経緯から、TVerでは日本テレビ系列の番組として扱われていた[10]。